# Geraldine Farrar
Geraldine Farrar (Melrose, Massachusetts, 28 de febrero de 1882 - Ridgefield, Connecticut, 11 de marzo de 1967) fue una soprano y actriz estadounidense.
Estudió canto en Boston, Nueva York, París y Berlín con la famosa soprano Lilli Lehmann. 
En esta ciudad, en 1901, debuta con éxito en el papel de Margarita del Fausto de Charles Gounod, y luego en los principales papeles de Mignon de Ambroise Thomas, Manon Lescaut de Jules Massenet, y Julieta en Romeo y Julieta del mismo Gounod. Geraldine Farrar contó entre sus admiradores berlineses al príncipe heredero Guillermo, con el que al parecer mantuvo un romance en 1903. En 1907 estrenó Madame Butterfly en el Metropolitan Opera junto al tenor Enrico Caruso en presencia de su compositor Giacomo Puccini.

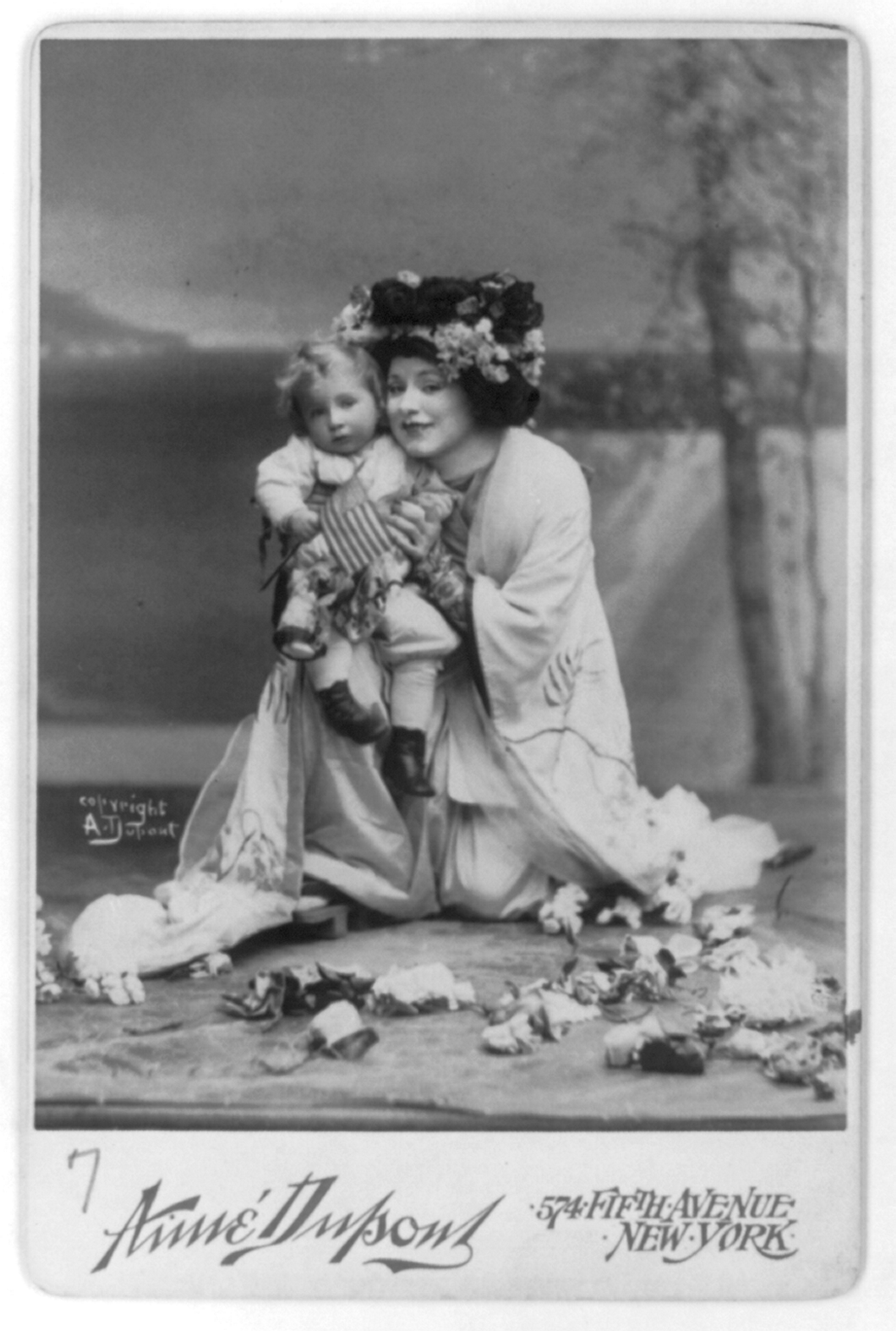
Como Madame Butterfly.

Murió en 1967, de un infarto de miocardio a los 85 años. Su cuerpo fue enterrado en el cementerio Kensico, en Valhalla, en el estado de Nueva York.